# Grażyna Borys
Grażyna Borys (ur. 1947) – polska ekonomistka profesor zw. dr hab. w dziedzinie nauk ekonomicznych, specjalista od finansów publicznych i ekologicznych; autorka licznych prac naukowych z zakresu finansów i bankowości, kierownik Katedry Finansów i Rachunkowości na Wydziale Ekonomii, Zarządzania i Turystyki Uniwersytetu Ekonomicznego we Wrocławiu, ulokowanym w Jeleniej Górze.